# Helags
Helags eller Helagsfjället, sydsamiska Maajåelkie, är ett fjäll norr om Ljungdalen i Bergs kommun i nordvästra Härjedalen, nära gränsen till Jämtland och Norge. Fjällets högsta topp, Helags, är 1797 meter över havet och är därmed den högsta svenska bergstoppen söder om polcirkeln. På sydvästra sidan av fjället finns toppen Predikstolen som är 1 682 meter över havet. Fjället har en mycket markant profil och reser sig brant upp 700 meter över högplatån.
Helags utgör tillsammans med Sylarna det sydligaste högfjällsområdet i Sverige. På fjällets brantaste, östra sida finns Helagsglaciären som är 600 meter lång med en uppskattad maximal tjocklek om 50 meter. Glaciären är en nischglaciär som har utvecklats från en permanent snölega i en sänka på bergssidan.
Vid foten av berget finns Svenska Turistföreningens Helags fjällstation. Helags ligger i väglöst land, drygt två mil nordväst om Ljungdalen.
Den första dokumenterade bestigningen av Helags ägde rum 1868, då geologen Edvard Erdmann tillsammans med två lokalbor från Ljungdalen besteg toppen. 

## Helagsfjällens toppar
- Helagsfjället, Maajåelkie (1 797 m ö.h.)
- Norra Helagsstöten (1 704 m ö.h.)
- Predikstolen, Beallehkse (1 682 m ö.h.)
- Snusestöten (1 198 m ö.h.)
- Soenehketjärra (1 163 m ö.h.)

## Bilder

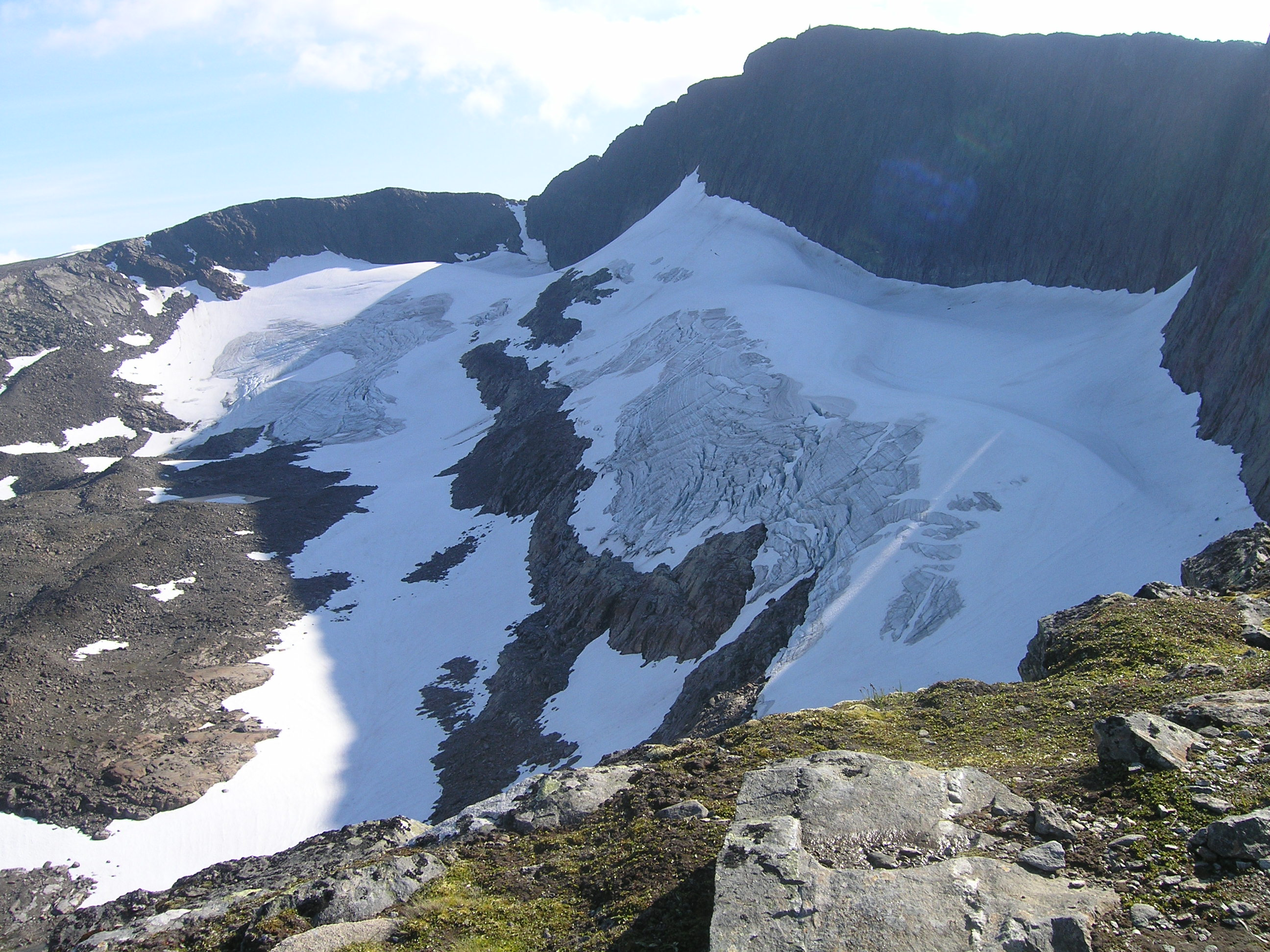
Glaciären i augusti 2009
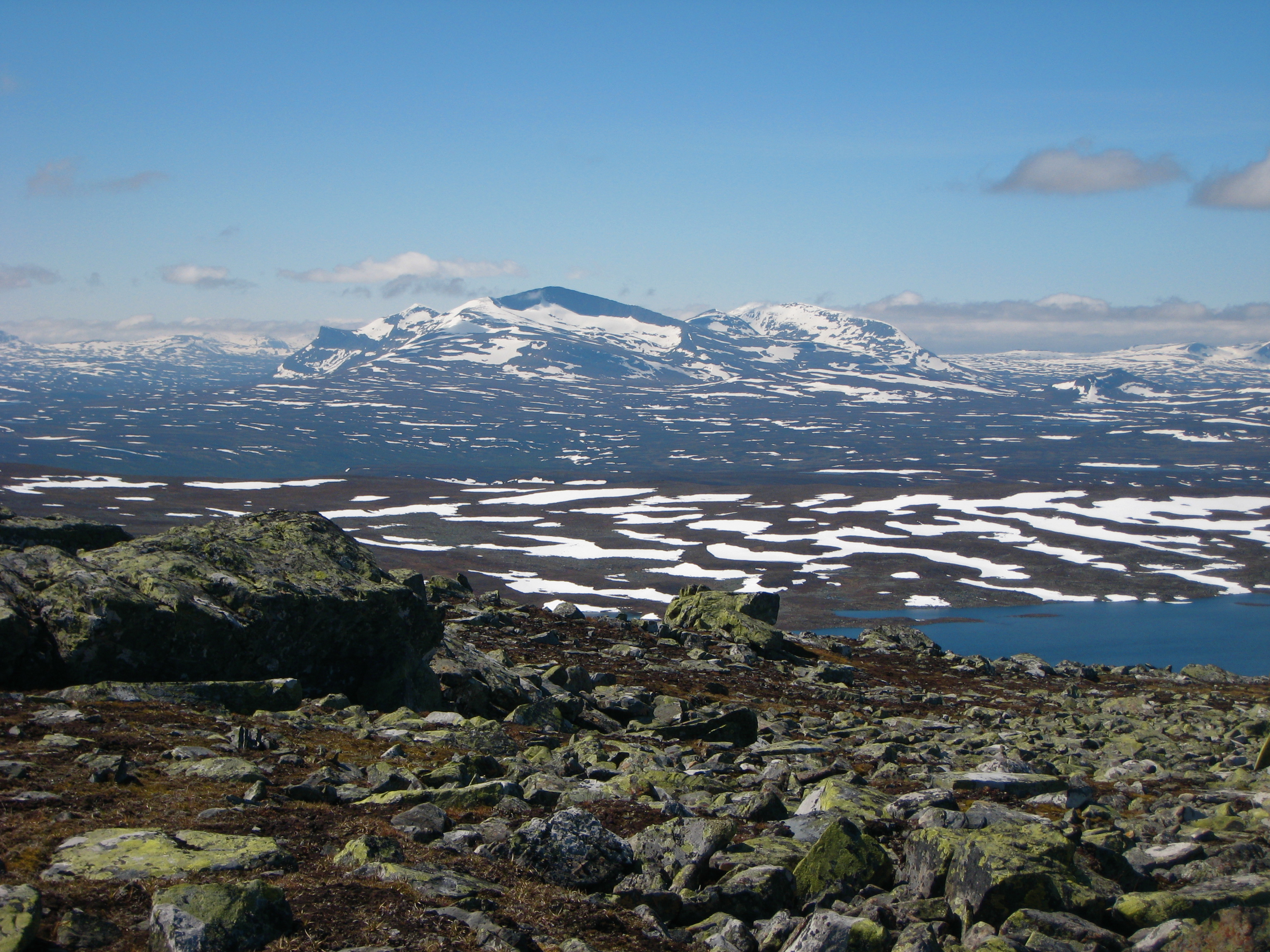
Helags i mitten av juni 2009 sett från Dunsjöfjället.
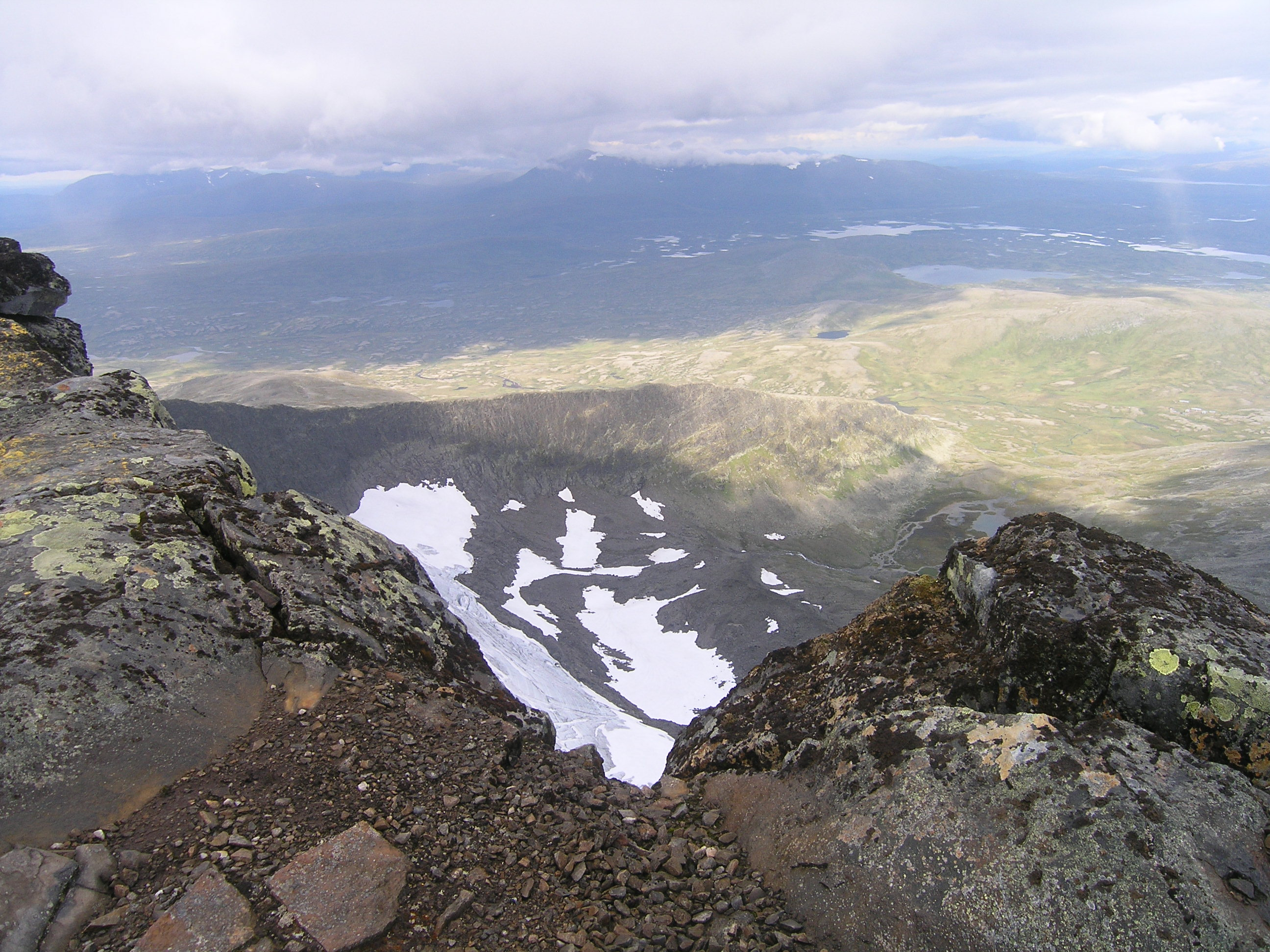
Utsikt från toppen ner i glaciärskålen
Flygfoto över Helagsmassivet och Predikstolen från cirka 1960.
Helags i mars 2013. Till vänster syns Predikstolen som är en del av massivet.